# Cyrtodactylus erythrops
Espèce
Cyrtodactylus erythrops est une espèce de geckos de la famille des Gekkonidae.

## Répartition
Cette espèce est endémique de la province de Mae Hong Son en Thaïlande.

## Publication originale
- Bauer, Kunya, Sumontha, Niyomwan, Panitvong, Pauwels, Chanhome & Kunya, 2009 : Cyrtodactylus erythrops (Squamata: Gekkonidae), a new cave-dwelling gecko from Mae Hong Son Province, Thailand. Zootaxa, n. 2124, p. 51-62.